# Leonardo Sconzani
Leonardo Sconzani (Bologna, 1695 – 1735) è stato un pittore e miniatore italiano del tardo barocco, attivo principalmente a Bologna e Forlì.

## Biografia
Nipote del pittore Ippolito Sconzani, studiò a Bologna come allievo di Raimondo Manzini. Sconzani è conosciuto principalmente come pittore decorativo e come miniatore di testi. in particolare si conservano diverse miniature per Le Insignia degli Anziani del Comune di Bologna.
Dipinse un'allegoria raffigurante il Matrimonio del principe Carlo di Baviera e dell'arciduchessa Maria Amalia d'Austria (1722) e una Marcia delle truppe austriache lungo Porta Saragozza. Insieme a Giovanni Zanardi, dipinse una tela che ricorda le celebrazioni funebri del conte e senatore Vincenzo Ranuzzi, tenutesi nella chiesa di Santa Maria Maggiore, a Bologna, nel 1725, e collaborarono anche ad una cappella della Chiesa dei Filippini presso il Palazzo Paulucci de Calboli di Forlì fino al 1726.